# Dóris Monteiro
Dóris Monteiro, (Rio de Janeiro, 1934. október 23. – Rio de Janeiro, 2023. július 24.) brazíl énekesnő, színésznő. 1949-ben fedezték fel a Papel Carbono rádióműsorban, amelyet a brazíl, Rio de Janeiro-i nemzeti rádió sugárzott.

## Pályafutása
1951-ben Monteirót még − a Colegio Dom Pedro II diákjaként − felkérték, hogy énekeljen a Guanabara Rádióban. Később a Rádió Tupihoz ment, ahol nyolc évig maradt. A Copacabana Palace Hotel éjszakai klubjában énekelt, és 78-as fordulatszámú lemezei jelentek meg.
1952-ben rögzítette a „Fecho Meus Olhos”-ját (Becsukom a szemem) című dalt. Első nagylemezét 1954-ben adták ki. 1955-ben saját tévéműsort vezetett. 1956-ban kiadta a „Mocinho Bonito” (Pretty Guy) című számát, amely kora az egyik legnagyobb slágere lett.
1963-ban Monteiro felvette a Tasty című nagylemezt a Philips Recordsnál. 1969-ben a The Changing című slágere öt hónapot töltött a slágerlistákon. 1970-es években Miltinho és Lúcio Alves énekesekkel készített felvételeket. A -80-as években Monteiro Doris Millerrel készített felvételeket Miller és Elizeth Cartertársaságában. Kiadta a „These Women”-t.
Szerepelt az 1953-as „The Haystack” (Tű a szénakazalban) című filmben, az azonos nevű dalt énekelve, és színésznőként díjazták. 1954-től további filmekben szerepelt.
Fellépett Uruguayban, Londonban, Portugáliában Osakában, Nagoyában, Japánban.
2003-ban a Centro Cultural Banco do Brazilban  slágereket énekelt az 1950-es évekből. Hetvenéves születésnapjára, 2004-ben a Universal Music Group és az EMI lemezkiadók újra kiadták tizenkét legjobb longplay lemezfelvételét.
Leny Andrade-vel − barátnőjével − egynapon a napon halt meg.

## Lemezek
- 2020: As Divas do Sambalanço
- 1996: Doris Monteiro & Tito Madi: Brasil samba-canção
- 1994: Doris Monteiro
- 1992: Samba canção
- 1989: Grandes intérpretes do Projeto Brahma
- 1989: Noel Rosa com vários intérpretes
- 1986: Essas mulheres
- 1981: Doris Monteiro
- 1978: Doris Monteiro e Lúcio Alves - No Projeto Pixinguinha
- 1976: Doris Monteiro Agora
- 1975: Doris
- 1974: Doris Monteiro
- 1973: Doris, Miltinho e charme - Vol. 4"
- 1973: Doris
- 1972: Doris
- 1972: Doris, Miltinho e charme vol. 3
- 1971: Doris
- 1971: Doris, Miltinho e charme vol. 2
- 1970: Doris Monteiro
- 1970: Doris, Miltinho e charme
- 1969: Mudando de Conversa
- 1968: Doris Monteiro
- 1966: Simplesmente
- 1964: Doris Monteiro
- 1963: Doris Monteiro
- 1963: Doris Monteiro
- 1962: Doris
- 1962: ... Gostoso é sambar!
- 1961: Palhaçada/Sei lá
- 1961: Fiz o bobão/Coração só faz bater
- 1961: Doris Monteiro
- 1960: Vento soprando
- 1959: Argumentação/Uma só vez
- 1959: Doris
- 1958: Real conclusão/Faça de conta
- 1958: Tim-tim por tim-tim/Eu não existo sem você
- 1957: Graças a Deus/Melancolia
- 1957: Meu tema/Mocinho bonito
- 1957: Doris Monteiro
- 1957: Minha obsessão/Marcada
- 1956: Vento soprando/Engano
- 1956: Confidências de Doris Monteiro com música de Fernando César
- 1956: Gosto da vida/Quando as folhas caírem
- 1955: Por que razão/Quando tu passas por mim
- 1955: Se é por falta de adeus/Dó-ré-mi
- 1955: Céu sem luar/Eu e o meu coração
- 1954: Basta dizer adeus/Desejo
- 1954: Minhas músicas com Doris Monteiro
- 1953: Você não sabe/Ruínas
- 1953: Cedo para amar/Linguagem dos olhos
- 1953: Aconteceu de repente/É sempre amor
- 1953: Em Mangueira/Lili
- 1952: Quantas vezes?/Bate um sino além
- 1952: Agulha no palheiro/Perdão
- 1952: Marcha do apartamento/Sacrifício não se mede
- 1952: Sou tão feliz/Nunca te direi
- 1951: Se você se importasse/Fecho meus Olhos, Vejo Você

## Filmek
- https://www.imdb.com/name/nm0599199/